# Enrico Cucchi
Enrico Cucchi (Savona, 2 agosto 1965 – Tortona, 4 marzo 1996) è stato un calciatore italiano, di ruolo centrocampista.

## Biografia
Morì prematuramente il 4 marzo 1996, all'età di trent'anni, a causa di un melanoma.

## Carriera
Cucchi esordì nel calcio professionistico nel 1981 con la maglia del Savona, allora militante in serie C2 e allenato dal padre Piero. Nel 1982 venne acquistato dall'Inter nella quale esordì in Serie A tre anni dopo, il 13 gennaio 1985 nella partita Ascoli-Inter (1-1); di quella stagione si ricorda anche la sua buona prova nella semifinale di andata della Coppa UEFA 1984-1985 vinta per 2-0 a Milano contro il Real Madrid. Nella stagione successiva entrò stabilmente in prima squadra, disputando 22 partite in campionato e segnando una rete contro il Lecce.
Dopo due stagioni in prestito all'Empoli e alla Fiorentina, nella stagione 1989-1990 tornò all'Inter, dove segnò una rete nella partita contro la Sampdoria valida per la Supercoppa italiana 1989, che i nerazzurri vinceranno per 2-0. L'anno successivo venne ceduto al Bari prima di chiudere la carriera col Ravenna nel 1993-94.

## Statistiche

### Presenze e reti nei club
| Stagione        | Squadra         | Campionato      | Campionato | Campionato | Coppe nazionali | Coppe nazionali | Coppe nazionali | Coppe continentali | Coppe continentali | Coppe continentali | Altre coppe | Altre coppe | Altre coppe | Totale | Totale |
| Stagione        | Squadra         | Comp            | Pres       | Reti       | Comp            | Pres            | Reti            | Comp               | Pres               | Reti               | Comp        | Pres        | Reti        | Pres   | Reti   |
| --------------- | --------------- | --------------- | ---------- | ---------- | --------------- | --------------- | --------------- | ------------------ | ------------------ | ------------------ | ----------- | ----------- | ----------- | ------ | ------ |
| 1981-1982       | Savona          | C2              | 25         | 1          | CI-C            | 7               | 0               | -                  | -                  | -                  | -           | -           | -           | 32     | 1      |
| 1982-1983       | Inter           | A               | 0          | 0          | CI              | 0               | 0               | CdC                | 0                  | 0                  | -           | -           | -           | 0      | 0      |
| 1983-1984       | Inter           | A               | 0          | 0          | CI              | 0               | 0               | CU                 | 0                  | 0                  | -           | -           | -           | 0      | 0      |
| 1984-1985       | Inter           | A               | 7          | 0          | CI              | 4               | 0               | CU                 | 3                  | 0                  | -           | -           | -           | 14     | 0      |
| 1985-1986       | Inter           | A               | 22         | 1          | CI              | 7               | 0               | CU                 | 4                  | 0                  | TE          | 0           | 0           | 33     | 1      |
| 1986-1987       | Inter           | A               | 13         | 0          | CI              | 7               | 0               | CU                 | 1                  | 0                  | -           | -           | -           | 21     | 0      |
| 1987-1988       | Empoli          | A               | 26         | 8          | CI              | 2               | 2               | -                  | -                  | -                  | -           | -           | -           | 28     | 10     |
| 1988-1989       | Fiorentina      | A               | 32+1       | 4+0        | CI              | 10              | 0               | -                  | -                  | -                  | -           | -           | -           | 43     | 4      |
| 1989-1990       | Inter           | A               | 19         | 0          | CI              | 2               | 0               | CC                 | 1                  | 0                  | SI          | 1           | 1           | 23     | 1      |
| Totale Inter    | Totale Inter    | Totale Inter    | 61         | 1          |                 | 20              | 0               |                    | 9                  | 0                  |             | 1           | 1           | 91     | 2      |
| 1990-1991       | Bari            | A               | 20         | 2          | CI              | 5               | 0               | -                  | -                  | -                  | -           | -           | -           | 25     | 2      |
| 1991-1992       | Bari            | A               | 24         | 1          | CI              | 4               | 0               | -                  | -                  | -                  | -           | -           | -           | 28     | 1      |
| 1992-1993       | Bari            | B               | 23         | 3          | CI              | 3               | 0               | -                  | -                  | -                  | -           | -           | -           | 26     | 3      |
| Totale Bari     | Totale Bari     | Totale Bari     | 67         | 6          |                 | 12              | 0               |                    | -                  | -                  |             | -           | -           | 79     | 6      |
| 1993-1994       | Ravenna         | B               | 5          | 0          | CI              | 0               | 0               | -                  | -                  | -                  | -           | -           | -           | 5      | 0      |
| Totale carriera | Totale carriera | Totale carriera | 217        | 20         |                 | 51              | 2               |                    | 9                  | 0                  |             | 1           | 1           | 278    | 23     |

### Cronologia presenze e reti in nazionale(Under-21)
| Cronologia completa delle presenze e delle reti in nazionale ― Italia under 21 | Cronologia completa delle presenze e delle reti in nazionale ― Italia under 21 | Cronologia completa delle presenze e delle reti in nazionale ― Italia under 21 | Cronologia completa delle presenze e delle reti in nazionale ― Italia under 21 | Cronologia completa delle presenze e delle reti in nazionale ― Italia under 21 | Cronologia completa delle presenze e delle reti in nazionale ― Italia under 21 | Cronologia completa delle presenze e delle reti in nazionale ― Italia under 21 | Cronologia completa delle presenze e delle reti in nazionale ― Italia under 21 |
| Data                                                                           | Città                                                                          | In casa                                                                        | Risultato                                                                      | Ospiti                                                                         | Competizione                                                                   | Reti                                                                           | Note                                                                           |
| ------------------------------------------------------------------------------ | ------------------------------------------------------------------------------ | ------------------------------------------------------------------------------ | ------------------------------------------------------------------------------ | ------------------------------------------------------------------------------ | ------------------------------------------------------------------------------ | ------------------------------------------------------------------------------ | ------------------------------------------------------------------------------ |
| 25-9-1985                                                                      | Foggia                                                                         | Italia under 21                                                                | 3 – 0                                                                          | Norvegia under 21                                                              | Amichevole                                                                     | -                                                                              | 83’                                                                            |
| 16-10-1985                                                                     | Lussemburgo                                                                    | Lussemburgo under 21                                                           | 0 – 6                                                                          | Italia under 21                                                                | Qual. Europeo Under-21 1986                                                    | -                                                                              | 51’                                                                            |
| 20-11-1985                                                                     | Cosenza                                                                        | Italia under 21                                                                | 1 – 1                                                                          | Spagna under 21                                                                | Amichevole                                                                     | -                                                                              | 77’                                                                            |
| 28-1-1987                                                                      | Parma                                                                          | Italia under 21                                                                | 1 – 0                                                                          | Germania Est under 21                                                          | Amichevole                                                                     | -                                                                              |                                                                                |
| 11-2-1987                                                                      | Lisbona                                                                        | Portogallo under 21                                                            | 1 – 2                                                                          | Italia under 21                                                                | Qual. Europeo Under-21 1988                                                    | -                                                                              | 78’                                                                            |
| 22-4-1987                                                                      | Padova                                                                         | Italia under 21                                                                | 1 – 0                                                                          | Jugoslavia under 21                                                            | Amichevole                                                                     | -                                                                              | 71’                                                                            |
| 4-6-1987                                                                       | Tyresö                                                                         | Svezia under 21                                                                | 2 – 2                                                                          | Italia under 21                                                                | Qual. Europeo Under-21 1988                                                    | -                                                                              |                                                                                |
| 12-11-1987                                                                     | Perugia                                                                        | Italia under 21                                                                | 0 – 0                                                                          | Svezia under 21                                                                | Qual. Europeo Under-21 1988                                                    | -                                                                              | 83’                                                                            |
| 24-2-1988                                                                      | Siena                                                                          | Italia under 21                                                                | 1 – 0                                                                          | Finlandia under 21                                                             | Amichevole                                                                     | -                                                                              | cap.                                                                           |
| 16-3-1988                                                                      | Nancy                                                                          | Francia under 21                                                               | 2 – 1                                                                          | Italia under 21                                                                | Europeo Under-21 1988 - Quarti di finale (andata)                              | -                                                                              |                                                                                |
| 23-3-1988                                                                      | San Benedetto del Tronto                                                       | Italia under 21                                                                | 2 – 2                                                                          | Francia under 21                                                               | Europeo Under-21 1988 - Quarti di finale (ritorno)                             | -                                                                              |                                                                                |
| Totale                                                                         |                                                                                | Presenze                                                                       | 11                                                                             |                                                                                | Reti                                                                           | 0                                                                              |                                                                                |

## Palmarès

### Club
- Supercoppa italiana: 1

Inter: 1989